# Ospedale Maria delle Grazie
L'ospedale di Cerreto Sannita, intitolato alla Madonna delle Grazie, è una struttura sanitaria sita nel comune di Cerreto Sannita.
L'attuale struttura sanitaria, aperta nel 1984, è l'ultima in ordine cronologico esistente a Cerreto Sannita dove del primo ospedale pubblico si ha notizia già nel 1395.

## Storia

### L'ospedale nellavecchiaCerreto
Il primo ospedale pubblico di cui si ha notizia era intitolato a San Leonardo ed era annesso all'omonima chiesa che alla fine del XVI secolo fu adibita a Cattedrale. L'ospedale, che era gestito dall'Universitas, accoglieva i malati, i poveri, gli infermi ed i neonati che venivano esposti sulle sue scale.
La prima notizia risale al 6 novembre 1395 quando il cerretese Cicco De Filippo destinò all'ospedale un appezzamento di terreno al fine di sostenere economicamente le spese dei degenti poveri.
L'edificio era costituito da due camere ed era custodito da un cittadino nominato dalla civica amministrazione e che veniva chiamato hospitalario.
Mons. Sigismondo Gambacorta nel XVII secolo si adoperò per farlo restaurare facendovi apporre sulla porta di ingresso una lunga iscrizione in latino.
Nei primi anni del Seicento i medicamenti venivano forniti dallo speziale (farmacista) Achille Dalio, il medico era Giacomo Antonio De Biasi ed il "chirurgo e sanguettaro" era Giovan Angelo Cusano che di professione faceva il barbiere. I malati gravi venivano tuttavia portati a Napoli.
La cura spirituale dei ricoverati era affidata ai frati cappuccini di Cerreto Sannita che in cambio ricevevano ogni giorno una pietanza e ogni settimana la somma di tre carlini a spese della civica amministrazione.
Nel 1596 l'ospedale aveva una rendita di circa duecento ducati che si accrebbe negli anni successivi.

### L'ospedale nellanuovaCerreto

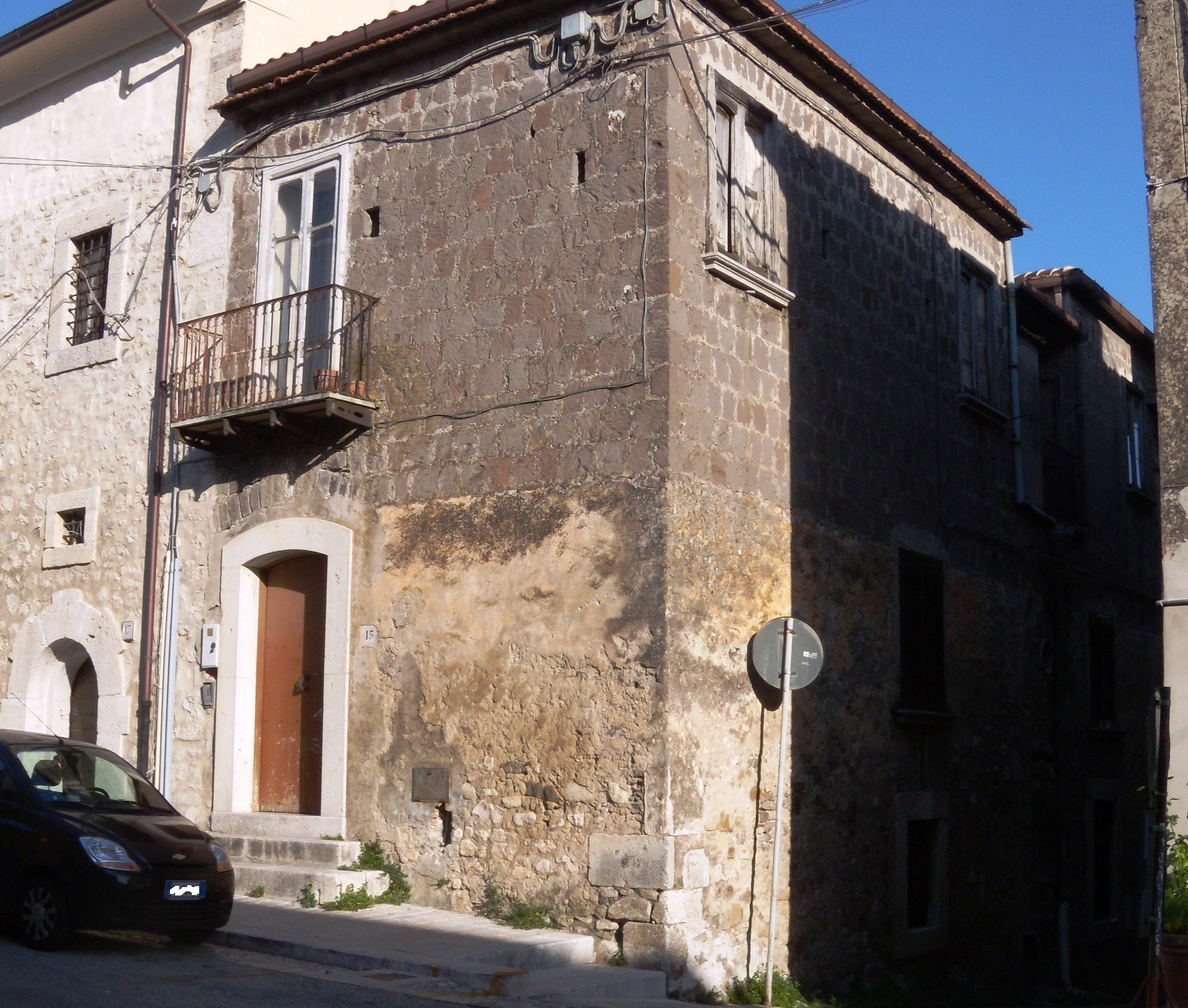
La casa che dal 1736 alla metà del XIX secolo fu sede dell'ospedale civico di Cerreto Sannita.

A seguito della distruzione di Cerreto antica causata dal terremoto del 5 giugno 1688, con la ricostruzione ex novo della cittadina si rese necessario costruire un nuovo ospedale.
Nel 1706 venne citato il primo ospedale dell'attuale Cerreto Sannita ma il luogo in cui questo edificio era ubicato non è conosciuto.
Nel 1725 l'ospedale venne trasferito in una casa acquistata dall'Universitas e che era sita nei pressi dell'attuale piazza Vincenzo Mazzacane. Questa nuova sede, ampia e spaziosa, fu ristrutturata nel 1732.
Accadde però che nel 1735 gli eletti della civica amministrazione supplicarono il conte di poter vendere la casa adibita ad ospedale perché, essendo isolata dal resto delle abitazioni, era diventata «ricettacolo di birbi e vagabondi, con unione di uomini et donne». Il conte rimise la supplica al governatore della contea che, convocati i cerretesi in parlamento, ottenne da loro parere favorevole alla vendita dello stabile.
L'asta fu aggiudicata al rev. Giuseppe Mazzacane che offrì 218 ducati e 5 grana. Con il ricavato della vendita fu costruito il primo nucleo del teatro comunale e il nuovo ospedale, di dimensioni modeste, che trovava posto all'angolo fra vico Olmo e via Sannio, di fianco le carceri feudali ed alle spalle della taverna ducale. Questo nuovo ospedale rimase in funzione sino alla metà del XIX secolo.

### L'attuale struttura
L'attuale edificio fu fortemente voluto dall'amministrazione comunale di Cerreto Sannita che, a tal fine, accese due prestiti presso la Cassa depositi e prestiti ciascuno di lire 400 milioni (pari, nel 2009, ad euro 380.260.000 euro circa). Il progetto iniziale, commissionato agli ingegneri Ferdinando e Ferruccio Ferrigni (1965), prevedeva un unico corpo di fabbrica costituito in totale da sei piani di cui uno seminterrato. I lavori iniziarono nel 1969.
Nel 1977 la Regione finanziò un secondo ciclo di interventi con un contributo di 200 milioni di lire. Durante i lavori, eseguiti nel 1978, si verificarono fenomeni di distacco che comportarono la demolizione del corpo "D", successivamente ricostruito. Altri due importanti contributi furono elargiti dalla Regione nel 1978 (un miliardo e 300 milioni di lire), nel 1981 (un miliardo di lire), nel 1984 (2 miliardi e 500 milioni di lire). Con questi ultimi finanziamenti si provvide a completare gli impianti acqua - luce - gas, a impermeabilizzare la tettoia e ad acquistare le attrezzature sanitarie. L'ospedale entrò in piena attività nel 1984 e venne dotato anche di una Scuola per operatori sanitari che aveva sede al IV piano.

#### La chiusura

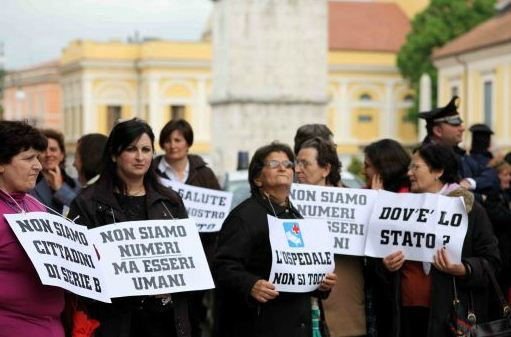
Particolare delle proteste davanti alla Prefettura di Benevento (2010).

A partire dal 2007 Cerreto Sannita è stata interessata da numerose proteste e da accese manifestazioni contro la riconversione dell'ospedale Maria delle Grazie decretata dalla legge regionale n. 24/2006.
La legge regionale n. 16/2008 (Piano di ristrutturazione e riqualificazione della rete ospedaliera) prevedeva all'art. 6 la "confluenza dell'Ospedale Santa Maria delle Grazie di Cerreto Sannita e dell'Ospedale San Giovanni di Dio di Sant'Agata de' Goti, nel nuovo Presidio denominato Sant'Alfonso Maria dei Liguori in Sant'Agata de' Goti, con contestuale trasferimento di tutte le unità operative allocate nei PO Santa Maria delle Grazie e San Giovanni di Dio".
Nonostante le proteste, a volte anche accese e cruente, e nonostante i numerosi appelli alle autorità competenti, i reparti di medicina, di ortopedia, di chirurgia e di cardiologia dell'ospedale di Cerreto Sannita sono stati chiusi e smantellati.
Nell'agosto 2011 era in corso la trasformazione della struttura sanitaria in "ospedale di comunità", ovvero l'edificio diventerà sede solo di un primo soccorso e di uffici di assistenza sociale.

## Servizi
Negli ultimi anni, a seguito dei diversi tagli finanziari operati sulla sanità, l'ospedale ha subito la perdita di diverse unità operative ed in ultimo, nel 2007, la perdita del reparto di ostetricia e ginecologia, assumendo sempre più la caratteristica di "ospedale di comunità", confermata dal nuovo ordinamento entrato in vigore nel 2009.
Le Unità Operative Complesse, divise per aree operative, erano le seguenti:
- Area dei servizi (Pronto Soccorso, Unità Operativa Complessa Diagnostica di Laboratorio, Unità Operativa Complessa Diagnostica per Immagini, "Unità di raccolta fissa" per la donazione di sangue umano);
- Area critica (Unità Operativa Complessa Anestesia e Rianimazione);
- Area di chirurgia generale e specialistica (Unità Operativa Complessa di Chirurgia Generale, Unità Operativa Complessa di Ortopedia e Traumatologia);
- Area di medicina interna e specialistica (Unità Operativa Complessa di Medicina Interna e Specialistica, Unità Operativa Complessa di Cardiologia, Unità Operativa di Oncologia);
- Area farmaceutica (Unità Operativa Complessa Farmaceutica Ospedaliera).